# Senta impuncta
Senta impuncta là một loài bướm đêm trong họ Noctuidae.